# 窪田正吉
窪田 正吉（くぼた まさよし）は、戦国時代の武士。
武田信玄に仕え、永禄4年（1561年）の川中島の戦いで戦死した。